# Etinilösztradiol
Az etinilösztradiol (INN: ethinylestradiol)  az ösztradiol szintetikus származéka. A VIII. Magyar Gyógyszerkönyvben Ethinylestradiolum    néven hivatalos.  

Az  etinilösztradiol orálisan adagolva aktív ösztrogén. Ezt használják majdnem minden modern orális fogamzásgátló gyógyszerben ösztrogénként.
Az  etinilösztradiol (17α-ethynylestradiol) volt az elsőként előállított szintetikus ösztrogén hormon.  1938-ban állította elő  Hans Herloff Inhoffen és  Walter Hohlweg német vegyész a Schering cégnél Berlinben. Szerkezetileg az ösztradiol  17α-etinil analógja.
Az etinilösztradiol hatását az ösztrogén receptoron fejti ki.
Leginkább ösztrogén-progesztin kombinációs fogamzásgátlókban használják.
Az idők során a készítményekben az etinilösztradiol dózisa 100 μg-ról 20 μg-ra csökkent.